# 福本温子
福本 温子（ふくもと あつみ、1988年7月24日 - ）は、佐賀県出身の女性ボート競技選手（ローイング競技選手）。2012年ロンドンオリンピックボート女子軽量級ダブルスカル日本代表。佐賀県立唐津商業高等学校卒業。

## 来歴
唐津市出身。小学校から高校1年生まではバレーボールをしており、2年時にボートに転向した。早くも高校3年のインターハイで優勝を果たし、卒業後は明治安田生命保険相互会社に所属。2010年、U23 世界ボート選手権で日本女子初の銀メダルを獲得。同年広州アジア大会の女子軽量級ダブルスカルで岩本亜希子とのペアで銀メダル。2012年のロンドンオリンピックは同じく岩本亜希子とのペアで出場した女子軽量級ダブルスカルで12位となった。
2015年にトヨタ自動車に移籍。2018年の全日本選手権女子ダブルスカルと全日本軽量級選手権女子シングルスカルの2大会で優勝、国体では國元悠衣とのペアで出場した福井国体で準優勝を果たしている。